# Hypereteone tingara
Hypereteone tingara är en ringmaskart som beskrevs av Wilson 1988. Hypereteone tingara ingår i släktet Hypereteone och familjen Phyllodocidae. Inga underarter finns listade i Catalogue of Life.